# نشانه برودزینسکی
نشانهٔ برودزینسکی (انگلیسی: Brudziński's sign) یکی از سه نشانهٔ پزشکی است که همگی ممکن است در مننژیت رخ دهند. هر سه نشانه به نام یوزف بروجینسکی (‎/bruːˈdʒɪnski/‎) نامگذاری شده‌اند؛ اما نام‌خانوادگی وی در فارسی به اشتباه «برودزینسکی» خوانده و نوشته شده و به‌همین دلیل این نشانهٔ بالینی نیز، «نشانهٔ برودزینسکی» (به‌جای «نشانهٔ بروجینسکی») گفته می‌شود.

## نشانهٔ برودزینسکی در گونه
«نشانهٔ برودزینسکی در گونه» یا «پدیده برودزینسکی در گونه» یک نشانهٔ بالینی است که در آن فشار روی گونه باعث ایجاد پرش بی‌اختیاری گوشهٔ چشم یا لب بالایی می‌شود یا اگر با فشارسنج به قسمت فوقانی بازو فشار وارد شود، ساعد خم می‌شود. این نشانه در بیماران مبتلا به مننژیت یافت می‌شود و مشابه علامت سمفیزیال برودزینسکی در اندام تحتانی است.

## نشانهٔ برودزینسکی در سمفیز پوبیس
یک نشانهٔ بالینی است که در آن فشار روی سمفیز پوبیس باعث خم شدن غیرارادی لگن و زانو و اَبداکشِن (دور شدن) ساق از محور بدن می‌شود. این نشانه در بیماران مبتلا به مننژیت یافت می‌شود و «نشانهٔ برودزینسکی در گونه» در اندام فوقانی است.
این نشانه همچنین به‌طور مستقل توسط یک پزشک برزیلی به نام آلوئیسیو د کاسترو (۱۹۵۹–۱۸۸۱) در سال ۱۹۱۲ کشف شد و معمولاً در برزیل به عنوان «نشانهٔ آلوئیسیو د کاسترو» نامیده می‌شود.

## نشانهٔ برودزینسکی در گردن
«نشانهٔ برودزینسکی در گردن» که معمولاً به‌طور خلاصه «نشانهٔ برودزینسکی» نامیده می‌شود، یک نشانهٔ بالینی است که در آن خم شدن اجباری گردن باعث خم شدن غیرارادی مفاصل لگن می‌شود. این نشانه در بیماران مبتلا به مننژیت، خونریزی زیر عنکبوتیه و شاید انسفالیت یافت می‌شود اما در مجموع یافتهٔ شایعی نیست.
درد احساس‌شده در نشانه کرنیگ به دلیل تحریک پرده‌های مغز ناشی از حرکت طناب نخاعی در داخل مننژ است. در «نشانهٔ برودزینسکی در گردن» این حرکت طناب نخاعی ناشی از خم شدن گردن، با خم شدن غیرارادی مفصل ران خنثی می‌شود؛ همچون کشیدن یک طناب توسط دو نفر در دو انتهای آن.